# 昂迪朗
昂迪朗（法語：Andiran，法語發音：[ɑ̃diʁɑ̃]）是法国洛特-加龙省的一个市镇，属于内拉克区。

## 地理
昂迪朗（44°5'52"N, 0°16'41"E）面积9.89 平方千米，位于法国新阿基坦大区洛特-加龍省，该省份为法国西南部内陆省份，北起多爾多涅省，西接吉倫特省和朗德省，南至热尔省，东临塔恩-加龙省和洛特省。
与昂迪朗接壤的市镇（或旧市镇、城区）包括：内拉克、弗雷舒、梅赞、雷奥利斯。

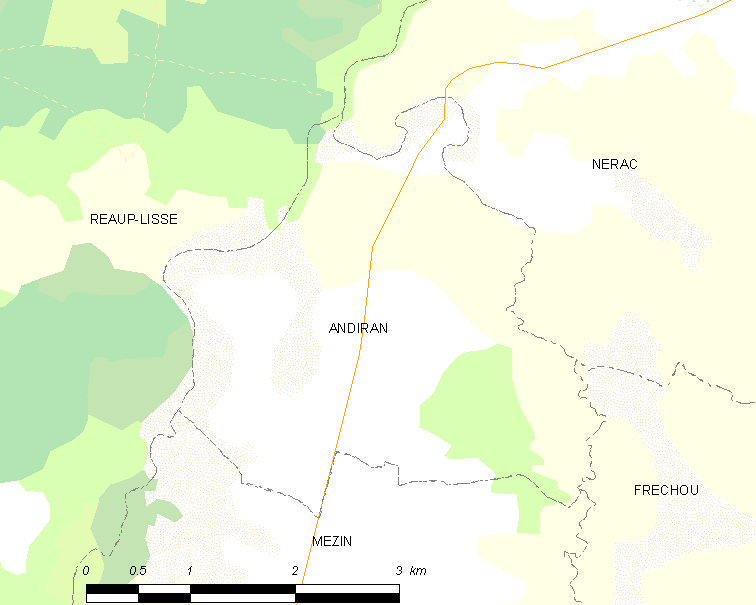
昂迪朗的OSM定位图

昂迪朗的时区为UTC+01:00、UTC+02:00（夏令时）。

## 行政
昂迪朗的邮政编码为47170，INSEE市镇编码为47009。

## 政治
昂迪朗所属的省级选区为阿尔布雷县。

## 人口

1962-2008年间昂迪朗人口变化图示

昂迪朗于2022年1月1日时的人口数量为258人。